# سيندي بوكستون
سيندي بوكستون (بالإنجليزية: Cindy Buxton)‏ هي مصورة ومخرجة بريطانية، ولدت في 21 أغسطس 1950.

## وصلات خارجية
- سيندي بوكستون على موقع IMDb (الإنجليزية)
- سيندي بوكستون على موقع كينوبويسك (الروسية)